# Kjell Isaksson
Kjell Gunnar Isaksson (* 28. Februar 1948 in Härnösand) ist ein ehemaliger schwedischer Stabhochspringer, der 1972 dreimal den Weltrekord verbesserte.

## Karriere
Kjell Isaksson hatte sich mehrere Jahre als Turner betätigt, bevor er mit der Leichtathletik anfing. 1968 verbesserte er den schwedischen Rekord fünf Mal von 5,05 m auf letztlich 5,25 m. Bei den Olympischen Spielen 1968 in Mexiko-Stadt wurde er Zehnter mit 5,15 m. Bei den Europäischen Hallenspielen wurde er 1968 in Madrid und 1969 in Belgrad jeweils Sechster.
1969 belegte Isaksson bei den Europameisterschaften in Athen mit 5,20 m den zweiten Platz hinter Wolfgang Nordwig aus der DDR. 1970 gewann er bei den Halleneuropameisterschaften in Wien erneut Silber. Mit 5,25 m lag er 5 Zentimeter hinter dem Franzosen François Tracanelli. Ein Jahr später bei den Halleneuropameisterschaften in Sofia gewann Nordwig mit 5,40 m vor Isaksson mit 5,35 m, und in Helsinki bei den Europameisterschaften 1971 in Helsinki gewann Isaksson seine vierte Silbermedaille in Folge, als er mit 5,30 m 5 Zentimeter hinter Nordwig blieb. Mit 5,43 m führte Isaksson die Jahresweltbestenliste 1971 an.
1971/72 wechselte Isaksson an die University of Southern California und startete während der Hallensaison ausschließlich in den USA. In New York City stellte er am 26. Februar mit 5,45 m eine Hallenweltbestleistung auf. Am 8. April konnte er zeigen, dass er seine Form aus der Halle mit in die Freiluftsaison herübergenommen hatte. In Austin verbesserte er den Weltrekord des Griechen Christos Papanikolaou von 5,49 m auf 5,51 m. Eine Woche später, am 15. April 1972, verbesserte er in Los Angeles den Weltrekord auf 5,54 m. Der höchste Sprung seiner Karriere gelang Isaksson am 23. Mai in El Paso, als Bob Seagren und Isaksson beide über 5,59 m sprangen. Da der Wettkampf nicht ordnungsgemäß angemeldet war, wurde der Weltrekord allerdings nicht anerkannt. Vier Tage später absolvierte Isaksson in Södertälje seinen ersten europäischen Wettkampf in der Olympiasaison. Am 12. Juni verbesserte er in Helsingborg den Weltrekord auf 5,55 m und besiegte dabei Wolfgang Nordwig. Am 2. Juli löste ihn Bob Seagren als Weltrekordler ab, als er bei der Olympiaausscheidung 5,63 m überquerte. Vor den Olympischen Spielen 1972 in München bemühten sich mehrere europäische Verbände darum, dass die leichten neuen Stäbe aus den Vereinigten Staaten nicht für die Olympischen Spiele zugelassen werden sollten, weil sie noch nicht lange genug auf dem Markt seien, als dass alle Olympiateilnehmer damit hätten trainieren können. Bis kurz vor den Spielen gingen die US-Amerikaner und der in den USA trainierende Isaksson noch davon aus, dass sie ihre neuen Stäbe nutzen könnten, aber letztlich wurden die Stäbe für die Olympischen Spiele nicht zugelassen. Hauptprofiteur des Hickhacks war Wolfgang Nordwig, der die neuen Stäbe noch gar nicht ausprobiert hatte. Er wurde Olympiasieger vor Seagren, der sich um seinen zweiten Olympiasieg nach 1968 betrogen fühlte. Noch härter traf die Entscheidung Kjell Isaksson, der sich nicht mehr auf die alten Stäbe einstellen konnte und in der olympischen Qualifikation ohne gültigen Versuch blieb.
Isaksson konnte nie wieder an seine Form des Jahres 1972 anknüpfen, obwohl er noch lange aktiv blieb. Bei den Europameisterschaften 1974 in Rom wurde er Sechster und bei den Halleneuropameisterschaften 1975 in Kattowitz Achter. Bei den Olympischen Spielen 1976 in Montreal qualifizierte sich Isaksson für das Finale, blieb aber dann im Finale ohne gültigen Versuch.
Insgesamt gewann er zehn Mal den schwedischen Meistertitel und verbesserte vierzehn Mal den schwedischen Landesrekord. Sein Sprung von 5,55 m wurde erst 1983 von Miro Zalar als Landesrekord übertroffen.
Kjell Isaksson ist 1,74 m groß und wog in seiner aktiven Zeit 70 kg.

## Schwedische Meistertitel
- 1968, 1969, 1970, 1971, 1973, 1974, 1975, 1977, 1978, 1979